# Bürgermeisterei Höhscheid
Die Bürgermeisterei Höhscheid war im 19. Jahrhundert eine Bürgermeisterei im Kreis Solingen der preußischen Rheinprovinz. Sie ging aus Teilen des mittelalterlichen bergischen Amtes Solingen hervor, das 1806, in der Zeit des Großherzogtums Berg, aufgelöst wurde und in eigenständige Kantone und Mairies unterteilt wurde. Unter Preußen wurde die Mairie Höhscheid in die Bürgermeisterei Höhscheid umgewandelt. Das Gebiet der Bürgermeisterei ist heute Teil der bergischen Großstadt Solingen und erstreckt sich auf die Stadtteile Höhscheid, Widdert, Aufderhöhe und kleine Teile von Ohligs.

## Hintergrund und Geschichte

Die Grenzen von 1808–1888 der sieben ehemaligen Städte auf dem Gebiet der heutigen Stadt Solingen; die Bürgermeisterei und Stadt Höhscheid im südwestlichen Bereich

Das Herzogtum Berg gehörte zuletzt aufgrund von Erbfällen zum Besitz Königs Maximilian I. Joseph von Bayern. Am 15. März 1806 trat er das Herzogtum an Napoleon Bonaparte im Tausch gegen das Fürstentum Ansbach ab. Dieser übereignete das Herzogtum an seinen Schwager Joachim Murat, der es am 24. April 1806 zusammen mit den rechtsrheinischen Grafschaften Mark, Dortmund, Limburg, dem nördlichen Teil des Fürstentums Münster und weiteren Territorien zu dem Großherzogtum Berg vereinte.
Bald nach der Übernahme begann die französische Verwaltung im Großherzogtum neue und moderne Verwaltungsstrukturen nach französischem Vorbild einzuführen. Bis zum 3. August 1806 ersetzte und vereinheitlichte diese Kommunalreform die alten bergischen Ämter und Herrschaften. Sie sah die Schaffung von Départements, Arrondissements, Kantone und Munizipalitäten (ab Ende 1808 Mairies genannt) vor und brach mit den alten Adelsvorrechten in der Kommunalverwaltung. Am 14. November 1808 war dieser Prozess nach einer Neuordnung der ersten Strukturierung von 1806 abgeschlossen, die altbergischen Honschaften blieben dabei häufig erhalten und wurden als Landgemeinden den jeweiligen Mairies eines Kantons zugeordnet. In dieser Zeit wurde die Munizipalität bzw. Maire Höhscheid als Teil des Kanton Solingen im Arrondissement Elberfeld geschaffen.
Ihr gehörten die altbergischen Honschaften Hackhausen, Höhscheid, Katternberg, Ruppelrath und Widdert an.
1813 zogen die Franzosen nach der Niederlage in der Völkerschlacht bei Leipzig aus dem Großherzogtum ab und es fiel ab Ende 1813 unter die provisorische Verwaltung durch Preußen im sogenannten Generalgouvernement Berg, die es 1815 durch die Beschlüsse des Wiener Kongreß endgültig zugesprochen bekamen. Mit Bildung der preußischen Provinz Jülich-Kleve-Berg 1816 wurden die vorhandenen Verwaltungsstrukturen im Großen und Ganzen zunächst beibehalten und unter Beibehaltung der französischen Grenzziehungen in preußische Landkreise, Bürgermeistereien und Gemeinden umgewandelt, die häufig bis in das 20. Jahrhundert Bestand hatten. Der Kanton Solingen wurde zum Kreis Solingen, die Maire Höhscheid zur Bürgermeisterei Höhscheid.
1815/16 lebten zusammen 4.044 Einwohner in der Bürgermeisterei. Laut der Statistik und Topographie des Regierungsbezirks Düsseldorf besaß die Bürgermeisterei 1832 eine Einwohnerzahl von gesamt 6.108, die sich in 503 katholische und 4.605 evangelische Gemeindemitglieder aufteilten. Die Wohnplätze der Bürgermeisterei umfassten zusammen eine Kirche, elf öffentliche Gebäude, 753 Wohnhäuser, zehn Fabriken und Mühlen und 750 landwirtschaftliche Gebäude. Zu den Wohnplätzen, Höfen und Ortschaften der Bürgermeisterei gehörten laut der Statistik (zeitgenössische Schreibweise)
- Honschaft Hackhausen (bis 1830): Hackhauserhöhe, Schloss Hackhausen und Haus Bodlenberg.[3]
- Honschaft Höhscheid:  Aue, in der Hasenmühl, im Schirpenbruch, Höhmannsberg, Kohlsberg, Holzhof, Brachen, Schirpenberg, Neuenhaus, Steigerhäuschen, Irler Hof, Struppsmühle, unter Höhscheid, mittel Höhscheid, Paffenhof, oben Höhscheid, Bauermannskulle, Neuenkamp, Neuenhof, Hingenberg, Weinsberg, Platzhof, Platzhofermühle, Birmingham, oben Fürkelt, unten Fürkelt, mittel Fürkelt, Kullen und hinten Meiswinkel.
- Honschaft Katternberg: Kirschheide, zur Linden, zum Erf, Weeg, oben Pilghaus, mittel Pilghaus, unten Pilghaus, im Siepen, Hossenhaus, Kotterhammer, Kottermühle, Kotten, Jacobshäuschen, Bellenhäuschen, Geilenberg, Nacken, Schaafenmühle, Wüstenstraße, Kronenmühle, unten Katternberg, mittel Katternberg und oben Katternberg.
- Honschaft Ruppelrath (ab 1830 mit den Wohnplätzen Hackhausen, Hackhauser Höfe, Bodlenberg):  Kreudersheide, Zur Straßen, Küllenberg, Greuel, Jammerthal, in den Dellen, Steinendorf, an der Brücke, Löhdorf, Höh, Hensberg, Eickenberg, Dahl, zum Horn, Birkendahl, Brand, Gosse, Wachssack, Holzkamp, Ruppelrath, Hütten, an den Linden, Reinoldi Capelle, Landwehr, Burbach und an der Neuen-Tränke.
- Honschaft Widdert: Wüstenhof, Vockert, Höfchen, Oben Widdert, Rohlscheid, Oben Rüden, Unten Rüden, Friedrichstal, Unten Widdert, Vor Meiswinkel, in der Lachen, im Johantgesbruch, auf der Heiden und in der Wippen.

Am 4. September 1856 erhielt Höhscheid aufgrund der in jenem Jahr in Kraft getretenen neuen Rheinischen Städteordnung das Stadtrecht, die Honschaften in das Stadtgebiet eingegliedert.
Die Gemeinde- und Gutbezirksstatistik der Rheinprovinz führt für das Jahr 1867 9.393 Einwohner auf. Für 1871 werden 122 Wohnplätze mit insgesamt 1.252 Wohngebäuden und 9.655 Einwohnern angegeben (8.166 evangelischen, 1.479 katholischen und zehn sonstig christlichen Glaubens).
Das Gemeindelexikon für die Provinz Rheinland von 1888 gibt für die Stadt (und zugleich Bürgermeisterei) Höhscheid eine Einwohnerzahl von 11.631 an (9.557 evangelischen, 1.932 katholischen, 111 sonstig christlichen und drei jüdischen Glaubens und 28 ohne Konfessionsangabe), die in 132 Wohnplätzen mit zusammen 1.737 Wohnhäuser und 2.267 Haushaltungen lebten. Die Fläche der Stadt und Bürgermeisterei (2.505 ha) unterteilte sich in 1.235 ha Ackerland, 225 ha Wiesen und 530 ha Wald.
Zu den bereits 1832 genannten Wohnplätzen werden im Gemeindelexikon zusätzlich aufgelistet: Bergerstraße, Bernskotten, Böckersberg, Breitestraße, Eintracht, Erferstraße, Ernenkotten, Evertsaue, Feldstraße, Friedrichsaue, Friedrichshöhe, Gillich, Grünenthal, Haalsiepen, Henkelskotten, Höherheide, Höhscheiderplatz, Hoffnung, Josefstal, Kaspersfeld, Kesselsweiler, Kotterheidberg, Lindenstraße, Melcherskotten, Michelshäuschen, Nesterkotten, Neuenhauserkotten, Neuenhoferstraße, Nöhrenhaus, Nöhrenkotten, Nußbaum, Ölmühle, Parkstraße, Pilghauserkotten, Schaafenkotten, Schallbruch’s Mühle, Schlagbaum, Stübchen, Weegerberg, Weegerstraße, Wipperbanden und Wüsthofskotten.
Auffällig ist, dass in der Stadt Höhscheid zwar in den 1880er Jahren erste Straßennamen eingeführt wurden, der Ort aber weiterhin derart ländlich geprägt war, dass Ansiedlungen an diesen Straßen zunächst weiterhin als getrennte Wohnplätze erfasst wurden, die den Straßennamen übernahmen. Von den 1888 im Gemeindelexikon erfassten Wohnplätzen traf dies auf neun Orte zu. Von diesen haben die Bergerstraße, die Breite Straße, die Erfer Straße und die Neuenhofer Straße ihren Namen bis heute erhalten. Verändert wurden nach der Städtevereinigung mit Solingen die folgenden Straßennamen: Feldstraße in Regerstraße, Höhscheiderplatz in Peter-Höfer-Platz, Lindenstraße in Neuenhofer Straße (Abschnitt), Parkstraße in Platzhofstraße und Weegerstraße in Neuenhofer Straße (Abschnitt).
Mit Wirkung zum 1. August 1929 wurde die Stadt und Bürgermeisterei Höhscheid in die Stadt Solingen eingemeindet.